# Château de Malpica
Le château de Malpica est un château fort d'origine médiévale, situé dans la municipalité espagnole de Malpica de Tajo, dans la province de Tolède.

## Situation
Le château de Malpica est situé dans la municipalité de Malpica de Tajo, au nord de la province de Tolède (Castille-La Manche), sur la rive gauche du Tage. Le fleuve fait office de douves sur un côté.

## Histoire
Le château de Malpica a été construit sur une ancienne forteresse arabe du Xe siècle. Son existence est documentée à partir de 1307, alors que la famille Gomez, de Tolède, en était propriétaire. Il a été transformé en résidence par leurs descendants.
En 1420, il servit de refuge à Don Juan II de Castille qui le considérait comme un lieu sûr.
Au XVIIe siècle, il subit une rénovation intérieure qui lui donna son aspect et sa fonction de demeure palatiale. Ces travaux comprennent le percement de fenêtres dans les murs, ainsi que la cour intérieure, avec ses colonnes, ses arcs surbaissés et ses galeries de briques.

## Description

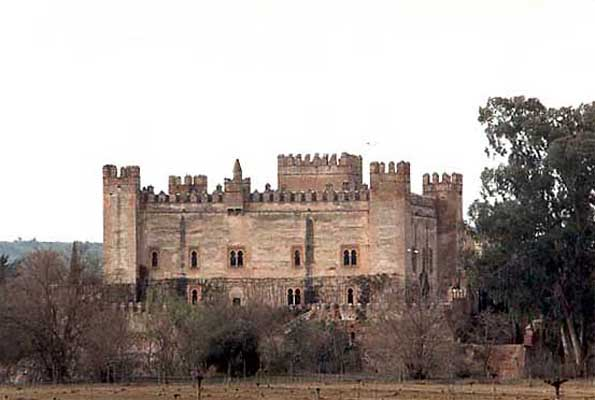
Façade du château, côté Tage.

Les murs du château de Malpica sont faits de deux parements de briques remplis de pisé formant un noyau très solide, à l'épreuve des projectiles. Sa structure est carrée, comme ses tours d'angles très massives. La « tour d'hommage » ou donjon, située au sud-ouest, est la seule qui serve de logement. Les douves sont aménagées sur trois des côtés, car le quatrième est protégé par le Tage, avec des contre-murs. Les tours et les murs sont surmontés de merlons quadrangulaires et des mâchicoulis surplombent le fleuve.
Le château est en très bon état de conservation. Les ducs d'Arion l'ont habité et entretenu. Son intérieur a été largement restauré au XVIIe siècle, lorsqu'il a été adapté pour servir de somptueux logement. Depuis lors, le château est meublé et maintenu en état.

## Série télévisée
En 2013, le château de Malpica fut le théâtre de la série Isabel de RTVE, simulant un château à Valladolid, sur les rives du Pisuerga, où Isabelle et Fernand, le couple royal, se sont mariés. En 2018, il appartenait au duc d'Albe.